# Cladonia bellidiflora
Cladonia bellidiflora (Ach.) Schaer. ist eine Flechtenart aus der Familie der Cladoniaceae.

## Merkmale

### Makroskopische Merkmale
Die Thallusschuppen von Cladonia bellidiflora sind meist dicht stehend, klein, eingeschnitten bis gekerbt oder geschlitzt und leicht abbrechend. Während die Oberseite graugrün ist, sieht die Unterseite weiß und zur Basis des Podetium hin ockerfarben bis dunkel braun teilweise sogar absterbend aus. 
Die Stämmchen (Podetien) sind bis zu 5 cm lang und im Alter leicht gebogen. Sie sind dicht schuppig oder blättrig bedeckt, graugrün und zur Basis hin ockerfarben bis dunkel braun und spitz zusammenlaufend. Die Fruchtkörper (Apothecien) sind rot teilweise unförmig, einzeln, gehäuft oder zusammenwachsend.

### Tüpfelreaktion
Thallusschuppen und Podetien zeigen mit Kalilauge (K-) und para-Phenylendiamin (P-) keine Reaktion. Cladonia bellidiflora reagiert im UV+ weiß.

### Flechteninhaltsstoffe
Usnin- und Squamatsäure.